# Миссис Пафф, вы уволены
«Миссис Пафф, вы уволены» (англ. Mrs. Puff, You’re Fired) — 69-я серия американского мультсериала «Губка Боб Квадратные Штаны». Данный эпизод был создан в 2005 году и показан 1 апреля 2006 года на телеканале «Nickelodeon» в США, а в России — 15 июня 2006 года.

## Сюжет
В лодочную школу миссис Пафф прибывает мистер Фитц — суперинтендант, который обсуждает с миссис Пафф вопрос о продлении её диплома учителя и после сообщает ей о высоком показателе неуспевающих учеников. При этом Губка Боб оказался единственным студентом, который когда-либо провалил курс по вождению, но сделав это 1 258 056 раз. Миссис Пафф велят показать мистеру Фитцу всё, чему она научила Губку Боба, и через несколько секунд он проваливает ещё один экзамен по вождению, врезавшись в лодку. Мистер Фитц думает, что миссис Пафф «ничему не научила Боба», и увольняет её, к большой радости последней — ей больше не придётся иметь дело с Бобом.
На место руководителя лодочной школы приходит сержант Родерик, который довольно суровым и строгим инструктором; он немедленно вышвыривает одного студента за разговоры, а другого — за еду. Увидев это, все студенты, кроме Губки Боба, сбегают. Родерик ввёл сложный курс, при помощи которого он обучает Губку Боба бегать, ходить, ползать и ездить с завязанными глазами. Несмотря на непрофессиональные навыки вождения Губки Боба, он в течение нескольких дней удивительно справляется с обучением Родерика.
Во время решающего экзамена, на который мистер Фитц приходит лично посмотреть, Губка Боб понимает, что он может водить только с завязанными глазами, и начинает сдавать экзамен с теми же катастрофическими результатами, что и раньше. В ходе вождения Губка Боб случайно взрывает школу, наехав на гигантскую канистру с бензином, делает погром в городе, а после сталкивается с миссис Пафф, которая рисовала пейзаж в поле. После того, как Боб разбирает тормоз на части, Родерик выпрыгивает из лодки, намереваясь остановить её от разрушения города. Однако лодка сбивает его (вероятно, погибая после этого). В ходе последующего разрушения Бикини-Боттом на лице Губки Боба оказываются шорты Патрика. Понимая, что он вновь ничего не видит, Боб начинает идеально водить, уклоняясь от машин и пешеходов. Мистер Фитц осознаёт, что Губка Боб «необучаем», и восстанавливает миссис Пафф.
На следующий день Губка Боб приходит к миссис Пафф и извиняется за свою «необучаемость». Миссис Пафф со слезами на глазах рассказывает ему, что получила обратно диплом учителя, а досье Губки Боба было уничтожено взрывом в ходе его последнего катастрофического вождения — он как будто никогда не проваливал школу. Губка Боб дарит ей восстановленную табличку с её именем и уходит, обещая, что ему не потребуется «миллион раз на прохождение экзамена», оставляя опустошённую миссис Пафф плакать.

## Роли
- Том Кенни — Губка Боб, рассказчик, студент № 1
- Билл Фагербакки — Патрик Стар
- Мэри Джо Кэтлетт — миссис Пафф
- Ди Брэдли Бейкер — мистер Гюнтер Фитц, студент № 2
- Робин Сачз — сержант Сэм Родерик

### Роли дублировали
- Сергей Балабанов — Губка Боб
- Юрий Маляров — Патрик, мистер Гюнтер Фитц
- Нина Тобилевич — миссис Пафф, студент № 1
- Людмила Гнилова — студент № 2
- Вячеслав Баранов — сержант Сэм Родерик, рассказчик

## Производство
Серия «Миссис Пафф, вы уволены» была написана Кейси Александром, Крисом Митчеллом и Тимом Хиллом; Том Ясуми взял роль анимационного режиссёра. Впервые данная серия была показана 1 апреля 2006 года в США на телеканале «Nickelodeon».
Серия «Миссис Пафф, вы уволены» была выпущена на DVD-диске «Karate Island» 18 июля 2006 года. Она также вошла в состав DVD «SpongeBob SquarePants: Season 4, Vol. 1», выпущенного 12 сентября 2006 года, и «SpongeBob SquarePants: The First 100 Episodes», выпущенного 22 сентября 2009 года и состоящего из всех эпизодов с первого по пятый сезоны мультсериала.

## Отзывы критиков
Серия «Миссис Пафф, вы уволены» получила в целом положительные отзывы от поклонников мультсериала и критиков. На сайте «IMDb» серия имеет оценку 8,6/10. Серия заняла 82-е место в списке лучших серий мультсериала в рамках мероприятия «The Best Day Ever Marathon», проведённого в 2006 году.
Майк Лонг из «DVD Talk» хорошо оценил данную серию, обратив внимание на затрагивание взрослых тем. По его словам, в данной серии имеется «близорукость корпоративного управления». Лонг сказал: «Одна из причин, по которой это шоу стало настолько успешным, заключается в том, что оно привлекает как детей, так и взрослых. Здесь в любом случае много буффонады и немного грубых шуток, чтобы порадовать детей».